# Serra Redonda
Serra Redonda is een gemeente in de Braziliaanse deelstaat Paraíba. De gemeente telt 7.915 inwoners (schatting 2009).